# After School (EP)
After School è il terzo EP della cantautrice statunitense Melanie Martinez, pubblicato il 25 settembre 2020 dalla Antlantic.
L'EP, composto da 7 tracce, era stato annunciato precedentemente dalla stessa Martinez ed è stato prodotto prevalentemente da Keenan.

## Antefatti
Nel 2019, in un'intervista per V, Martinez ha rivelato che la prossima musica prodotta sarebbe rimasta in linea con il precedente album K-12, ma che sarebbe stato un progetto più personale. Il 7 gennaio l'artista ha annunciato attraverso Instagram che il suo prossimo progetto sarebbe stato un EP e si sarebbe intitolato After School, seguendo l'era di K-12. Tale EP era inizialmente programmato per essere pubblicato nella primavera 2020. Il 10 febbraio l'artista pubblica il singolo a sé stante Copy Cat in collaborazione con la rapper statunitense Tierra Whack, brano molto caro all'artista. Tale singolo doveva essere il singolo portante di After School ma è stato scartato dalla tracklist.
Il 15 settembre Martinez ha pubblicato su Instagram una foto rappresentante l'artista stessa in un nido con delle uova, scrivendo "Holdin' onto these eggs till they're ready to be hatched next week" (trad: tenendomi stretta a queste uova finché non saranno pronte per schiudersi settimana prossima.)
Dopo il rilascio dell'EP, Martinez ha rivelato di aver già steso un video per il brano Test Me dicendo che dipenderà tutto da quanto il pubblico si "connette" con tale traccia.
Nell'ottobre 2020, in un'intervista per Billboard, Martinez ha rivelato che il progetto iniziale per After School sarebbe stata una versione extra di K-12, ma con il tempo ha ampliato sempre di più il progetto trasformandolo in un effettivo EP di 7 tracce. Nella stessa intervista ha inoltre raccontato che vede After School come una transizione dal suo vecchio personaggio, Cry Baby, alla nuova se stessa, confermando che la musica in arrivo nel futuro avrà una sonorità simile a quest'ultimo EP.

## Tracce
Musiche di Keenan eccetto dove indicato.
1. Notebook – 2:31 (testo: Melanie Martinez, Keenan)
2. Test Me – 2:55 (testo: Melanie Martinez, Keenan)
3. Brain & Heart – 3:23 (testo: Rodney Jerkins, Cory Rooney, Fred Jerkins III, LaShawn Daniels, Keenan, Melanie Martinez) – Opera originaria: If You Had My Love
4. Numbers – 4:39 (testo: Keenan, Melanie Martinez)
5. Glued – 3:13 (testo: Keenan, Melanie Martinez – musica: Rendy Merrill, Mitch McCarthy)
6. Field Trip – 3:01 (testo: Keenan, Melanie Martinez)
7. The Bakery – 2:35 (testo: Blake Slatkin, Melanie Martinez – musica: Blake Slatkin)

## Classifiche
| Classifica (2020-21) | Posizione massima |
| -------------------- | ----------------- |
| Belgio (Fiandre)     | 130               |
| Croazia              | 21                |
| Grecia               | 47                |
| Lituania             | 55                |
| Portogallo           | 19                |
| Regno Unito          | 70                |
| Stati Uniti          | 74                |